# Aplocera obscurata
Aplocera obscurata är en fjärilsart som beskrevs av Louis Beethoven Prout 1914. Aplocera obscurata ingår i släktet Aplocera och familjen mätare. Inga underarter finns listade i Catalogue of Life.